# 黃鶴廷
黃鶴廷（1817年8月18日—1920年9月26日），生於廣東香山，是首位移居紐西蘭的華人。黃鶴廷於9歲時前往澳門，爾後，他在英籍船隻上擔任僕役和服務員:Vol1:44。1842年，黃鶴廷於英籍船隻托馬斯·哈里森號工作，該船於5月26日駛離英格蘭格雷夫森，並於10月25日抵達紐西蘭尼爾森。在此地，黃鶴廷決定跳船，也因此遭判擅離職守之罪，之後，黃鶴廷定居尼爾森。
黃鶴廷在尼爾森的第一份工作，是為移民紐西蘭的同船醫師──任維克作管家。黃鶴廷也做過車夫，運營貨運事業。他嘗試運用經營貨運事業成功所獲得的資金在尼爾森置產，然而當時的法律規定，外國人不得置產，黃鶴廷遂申請歸化英國，並於1853年1月3日正式取得英國國籍。成為英國公民之後，黃鶴廷購置位於尼爾森華盛頓河谷華盛頓路與哈斯丁街的地產，興建房屋並出租部分:Vol.1:44, Vol.3:15。
黃鶴廷與珍妮佛·羅琳於1856年結婚，雙方育有一子威廉。1965年，珍妮佛因肺結核病逝。同年9月，黃鶴廷與艾倫·斯努克再婚，婚後育有二子一女: Vol.3:12:5。隨後，黃鶴廷開始經營真菌與廢鐵的出口貿易，將其售往中國:Vol.1:44。
1876年後，黃鶴廷將貨運事業交棒予長子威廉，並出售華盛頓河谷的房地產，與家人遷居道夫戴爾，在此他開始經營農業。在黃鶴廷的晚年，他開始照顧奧莉芙·克拉拉·施洛德，隨後正式收養她。1916年，其妻艾倫逝世。1920年，黃鶴廷於次子阿坡·路易斯在道夫戴爾的家中病逝。
為紀念黃鶴廷，尼爾森市議會於2019年10月11日將華盛頓河谷的一條無名街道正式命名為。